# Macrocalamus schulzi
Macrocalamus schulzi — вид змій родини полозових (Colubridae). Ендемік Малайзії.

## Поширення і екологія
Macrocalamus schulzi відомі з типової місцевості, розташованої в горах Кемерон-Хайлендс в штаті Паханг, в районі міста Танах Рата, на висоті 1510 м над рівнем моря. Вони живуть у вологих гірських тропічних лісах.